# Tolkapon
Tolkapon (tolcapone, ATC N04BX) – organiczny związek chemiczny, lek stosowany w leczeniu choroby Parkinsona, należący do grupy inhibitorów katecholo-O-metylo transferazy (COMT).

## Wskazania
Wskazaniem do stosowania tolkaponu jest terapia skojarzona choroby Parkinsona.

## Przeciwwskazania
- objawy choroby wątroby
- ciężka dyskineza
- złośliwy zespół neuroleptyczny
- rabdomioliza (niezwiązana z urazem ani hipertermią)
- guz chromochłonny
- nadwrażliwość na którykolwiek składnik preparatu.

## Działania niepożądane
Najczęstszymi działaniami niepożądanymi są:
- nudności
- utrata łaknienia
- biegunki
- dyskinezy
- bóle i zawroty głowy
- zaburzenia ortostatyczne
- zaburzenia snu
- nadmierne nasilenie fazy marzeń sennych
- senność
- splątanie
- omamy.

Tolkapon zwiększa ryzyko ostrego uszkodzenia wątroby, potencjalnie prowadzącego do zgonu.

## Ciąża i laktacja
Kategoria C. Ze względu na brak odpowiednich badań lek można stosować w ciąży jedynie w przypadku, gdy potencjalne korzyści przewyższają ryzyko dla płodu. Podczas leczenia tolkaponem nie należy karmić piersią.

## Dawkowanie
P.o., niezależnie od pory posiłku, zazwyczaj 100 mg 3 razy na dobę, w skojarzeniu z dowolnym preparatem zawierającym lewodopę i benserazyd lub lewodopę i karbidopę.